# Banff
Pour les articles homonymes, voir Banff (homonymie).
Banff est une ville (town) de la province de l'Alberta (Canada), dans le sud des montagnes Rocheuses, à l'intérieur du parc national de Banff.

## Situation
La ville a été construite autour de la gare de chemin de fer pour servir de centre de services aux touristes qui visitaient le parc national établi en 1885. La route Transcanadienne, une autoroute à voies séparées, longe maintenant la ville. L'aéroport le plus proche est l'Aéroport international de Calgary à Calgary.
Plusieurs montagnes célèbres sont situées tout autour de la ville. On compte le mont Rundle (2 949 m), le Cascade Mountain (2 998 m) et le mont Norquay (2 134 m) qui abrite une station de ski et des pistes de vélo de montagne sur le versant Stoney Squaw. Un funiculaire permet de faire l'ascension du Mont Sulphur (2 281 m) sur lequel un sentier aménagé relie la station supérieure du funiculaire au pic Sanson. Le Mont Sulphur est également l'emplacement d'une des attractions les plus populaires de Banff, les sources thermales Upper Hot Springs. La Tunnel Mountain – anciennement connue sous le nom de Sleeping Buffalo Mountain – (1 690 m) est située au cœur de la ville et est très populaire pour les courtes randonnées ; on peut atteindre le sommet en moins d'une demi-heure. Elle fut nommée Tunnel Mountain parce que les géomètres voulaient initialement faire passer un tunnel pour le chemin de fer Trans-Canada (Canadien Pacifique) directement à travers la montagne, au lieu de suivre la vallée de la rivière Bow.

## Langues
Selon le recensement de la population du Canada effectué en 2011, 98,8 % des habitants de la ville déclarent avoir des connaissances en anglais et 12,7 % en français. L'anglais est la langue maternelle la plus répandue avec 72,0 % de la population, suivi du japonais (6,22 %), du tagalog (pilipino) (5,88 %) et du français (4,80 %).

## Histoire
Le nom de Banff a été donné en 1884 par George Stephen, président du Canadien Pacifique, pour rappeler sa ville natale de Banff en Écosse.

## Climat
| Mois                                  | jan.       | fév.      | mars       | avril      | mai        | juin      | jui.      | août      | sep.       | oct.      | nov.       | déc.       | année           |
| ------------------------------------- | ---------- | --------- | ---------- | ---------- | ---------- | --------- | --------- | --------- | ---------- | --------- | ---------- | ---------- | --------------- |
| Température minimale moyenne (°C)     | −12,2      | −11,1     | −6,6       | −2,1       | 1,9        | 5,5       | 7,3       | 6,9       | 2,6        | −1,3      | −8,1       | −13,3      | −2,6            |
| Température moyenne (°C)              | −7,7       | −5,7      | −0,7       | 3,8        | 8,3        | 12,1      | 14,5      | 14,3      | 9,5        | 4,3       | −4,1       | −9,3       | 3,3             |
| Température maximale moyenne (°C)     | −3,1       | −0,2      | 5,2        | 9,7        | 14,7       | 18,6      | 21,6      | 21,6      | 16,4       | 10        | 0,1        | −5,2       | 9,1             |
| Record de froid (°C) date du record   | −51,2 1950 | −45 1890  | −40,6 1951 | −27,2 1954 | −17,8 1954 | −3,9 1893 | −1,7 1944 | −4,5 1992 | −16,7 1926 | −27 1984  | −40,6 1896 | −48,3 1924 | −51,2 25/1/1950 |
| Record de chaleur (°C) date du record | 12,3 2015  | 14,7 1992 | 20 2004    | 25,6 1934  | 29,4 1934  | 37,8 2021 | 35,6 2021 | 34,8 2018 | 31 1981    | 26,5 1992 | 16,5 1981  | 12,5 1980  | 37,8 29/6/2021  |
| Précipitations (mm)                   | 20,4       | 17        | 20,8       | 33,6       | 62,4       | 68,3      | 68        | 61,7      | 38,6       | 31,9      | 25,9       | 21,4       | 469,9           |
| dont neige (cm)                       | 24,2       | 20,5      | 23,6       | 21,6       | 15         | 1         | 0,1       | 0,3       | 6,5        | 20,2      | 30,8       | 27,4       | 191             |
| Nombre de jours avec précipitations   | 9,9        | 9,3       | 9,5        | 11,2       | 14,2       | 15,9      | 16        | 14,9      | 10,1       | 9,9       | 10,1       | 9,6        | 140,6           |
| Humidité relative (%)                 | 62,5       | 51,4      | 43,8       | 41         | 40,5       | 39,6      | 39,7      | 40,4      | 43,3       | 44,5      | 61,7       | 66         | 47,9            |
| Nombre de jours avec neige            | 9,4        | 8,5       | 8,6        | 7,6        | 3,5        | 0,29      | 0,07      | 0,21      | 2,1        | 5,1       | 9,2        | 9,3        | 64              |

| Diagramme climatique                                  |             |             |             |             |             |           |             |             |            |             |               |
| J                                                     | F           | M           | A           | M           | J           | J         | A           | S           | O          | N           | D             |
| −3,1−12,220,4                                         | −0,2−11,117 | 5,2−6,620,8 | 9,7−2,133,6 | 14,71,962,4 | 18,65,568,3 | 21,67,368 | 21,66,961,7 | 16,42,638,6 | 10−1,331,9 | 0,1−8,125,9 | −5,2−13,321,4 |
| Moyennes : • Temp. maxi et mini °C • Précipitation mm |             |             |             |             |             |           |             |             |            |             |               |

## Démographie
| 2001  | 2006  | 2011  | 2016  |
| ----- | ----- | ----- | ----- |
| 7 135 | 6 700 | 7 584 | 7 851 |

## Économie

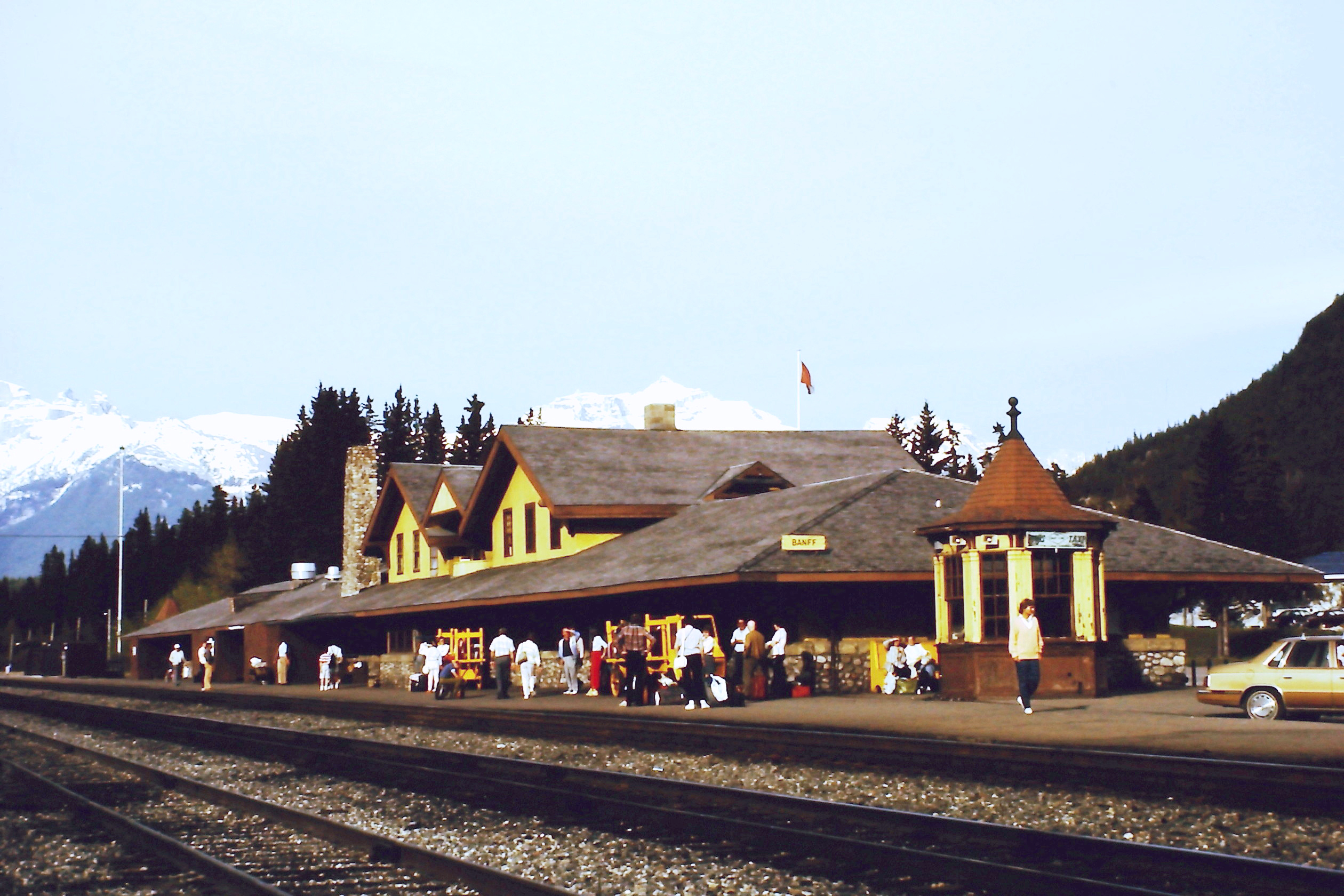
La gare de Banff.

Banff est réputée en tant que station huppée des Rocheuses. Elle compte plusieurs hôtels dont le Banff Springs, construit avec des pierres de la région. Une légende raconte qu'il abriterait des fantômes.  La ville comporte également le Banff Springs, un club avec un parcours de golf de 18 trous.
Le Banff Centre organise le Banff World Television Festival (Festival mondial de télévision de Banff) et le Banff Mountain Film Festival (Festival de film de montagne de Banff). La ville est aussi l'hôte du Festival de musique Rocky Mountain.

## Personnalités
- L'ancien premier ministre de l'Ontario John Parmenter Robarts est natif de cette ville.
- Ryan Smyth, joueur de hockey, est né à Banff.

## Divers
- La ville fut candidate à l'organisation des Jeux olympiques d'hiver de 1972 et fut classée deuxième lors de l'attribution derrière Sapporo où eurent lieu les JO[10].
- Chaque année, la ville accueille le Festival international des médias de Banff.

## Galerie de photos

Coin de la rue Caribou et de l'avenue Banff en mars 2017.

L'été à Banff et la Rivière rivière Bow.